# Националистическая партия (Филиппины)
Националистическая партия (таг. Partido Nacionalista) — право-центристская универсальная политическая партия Филиппин, основанная в 1907 году. Старейшая партия Филиппин и в целом Юго-Восточной Азии. Правящая партия Филиппин в 1935—1946, 1953—1961 и 1965—1972 годах.

## История
Историческая Националистическая партия первоначально была основана 21 августа 1901 года, однако она недолго просуществовала.
Современная Националистическая партия была образована в 1907 году и стала основным локомотивом в процессе борьбы за независимость Филиппин посредством создания современного национального государства и пропаганды эффективного самоуправления. Партия доминировала в Филиппинском собрании (1907—1916), Филиппинском законодательном собрании (1916—1935) и в довоенные годы Содружества Филиппин (1935—1946) за исключением времени японской оккупации (1942—1945) все политические партии были заменены фашистской партией KALIBAPI.
Ко второй половине XX века партия была одним из главных политических претендентов на лидерство в стране, конкурирующих с либералами и прогрессистами в течение десятилетий от окончания Второй мировой войны до диктатуры Фердинанда Маркоса.
В 1978 году во время диктатуры политическим партиям было предложено объединиться в Движение за новое общество (филипп. Kilusang Bagong Lipunan), поддерживавшую Маркоса, но националисты предпочли перейти в спящий режим. В конце концов, партия была возрождена в конце 1980-х и начале 1990-х годов семьёй Лорел, которая доминировала в партии с 1950-х годов. Националистическая партия в настоящее время возглавляется президентом партии и бывшим сенатором Мануэлем Вильяром, и на всеобщих выборах 2016 года три кандидата в вице-президенты баллотировались самостоятельно или в тандеме с другими политическими партиями (Алан Питер Каэтано, Бонбонг Маркос и Антонио Трилланес). Две другие основные партии, Либеральная партия и Националистическая народная коалиция, являются отколовшимися от Националистической партии.

## Идеология
Националистическая партия была первоначально создана как филиппинская националистическая партия, которая поддерживала независимость Филиппин до 1946 года, когда США предоставили стране независимость. С тех пор партия, особенно во времена Третьей республики (1946—1965) постепенно становилась более популистской, хотя сохраняются некоторые консервативные тенденции из-за их исторической оппозиции Либеральной и Прогрессивной партиям.